# South Peace River (circonscription britanno-colombienne)
Pour les articles homonymes, voir Peace River.
Circonscription électorale provinciale du Canada
South Peace River est une ancienne circonscription provinciale de la Colombie-Britannique représentée à l'Assemblée législative de la Colombie-Britannique de 1956 à 1991.

## Géographie
La circonscription est issue de la partition de la circonscription de Peace River en deux entités South et North Peace River et était située dans la région de la rivière de la Paix au centre-nord est de la province.

## Liste des députés
| Législature                                    | Années                                 | Député                                 | Député                                 | Parti                                  |
| South Peace River Issue de Peace River         | South Peace River Issue de Peace River | South Peace River Issue de Peace River | South Peace River Issue de Peace River | South Peace River Issue de Peace River |
| ---------------------------------------------- | -------------------------------------- | -------------------------------------- | -------------------------------------- | -------------------------------------- |
| 25e                                            | 1956–1960                              |                                        | Stanley Carnell                        | Créditiste                             |
| 26e                                            | 1960–1963                              |                                        | Stanley Carnell                        | Créditiste                             |
| 27e                                            | 1963–1966                              |                                        | Stanley Carnell                        | Créditiste                             |
| 28e                                            | 1966–1969                              |                                        | Donald M. Phillips                     | Créditiste                             |
| 29e                                            | 1969–1972                              |                                        | Donald Albert Marshall                 | Créditiste                             |
| 29e                                            | mars-août 1972                         |                                        | Donald Albert Marshall                 | Progressiste-conservateur              |
| 30e                                            | 1972–1975                              |                                        | Donald M. Phillips                     | Créditiste                             |
| 31e                                            | 1975–1979                              |                                        | Donald M. Phillips                     | Créditiste                             |
| 32e                                            | 1979–1983                              |                                        | Donald M. Phillips                     | Créditiste                             |
| 33e                                            | 1983–1986                              |                                        | Donald M. Phillips                     | Créditiste                             |
| 34e                                            | 1986–-1991                             |                                        | Jack Weisgerber                        | Créditiste                             |
| Circonscription abolie, voir Peace River South |                                        |                                        |                                        |                                        |

## Résultats électoraux
Modèle:Élection générale britanno-colombienne de 1986 — South Peace River
Modèle:Élection générale britanno-colombienne de 1983 — South Peace River
Modèle:Élection générale britanno-colombienne de 1979 — South Peace River
Modèle:Élection générale britanno-colombienne de 1975 — South Peace River
Modèle:Élection générale britanno-colombienne de 1972 — South Peace River
Modèle:Élection générale britanno-colombienne de 1969 — South Peace River
Modèle:Élection générale britanno-colombienne de 1966 — South Peace River
Modèle:Élection générale britanno-colombienne de 1963 — South Peace River
Modèle:Élection générale britanno-colombienne de 1960 — South Peace River
Modèle:Élection générale britanno-colombienne de 1956 — South Peace River